# Ligne de Mersebourg à Halle-Nietleben
La ligne de Mersebourg à Halle-Nietleben est un chemin de fer électrifié en Saxe-Anhalt qui relie la ville de Mersebourg, les usines chimiques de Schkopau, la ville-dortoir de Halle-Neustadt et le quartier Nietleben de Halle-sur-Saale.

## Géographie
La ligne partage les voies entre Mersebourg et Buna Werke avec la ligne de Mersebourg à Schafstädt (de). De Buna Werke elle continue vers le nord-ouest jusqu'à Holleben où elle tourne vers le nord en traversant sous la ligne d'Halle à Hann. Münden (de). Elle continue via la gare de Halle-Neustadt (dans un tunnel) jusqu'à la gare de Halle-Nietleben où elle rejoint la ligne d'Halle-Klaustor à Hettstedt (de), désaffectée presque entièrement depuis 2002. Sa longueur est de 19 km.

## Histoire

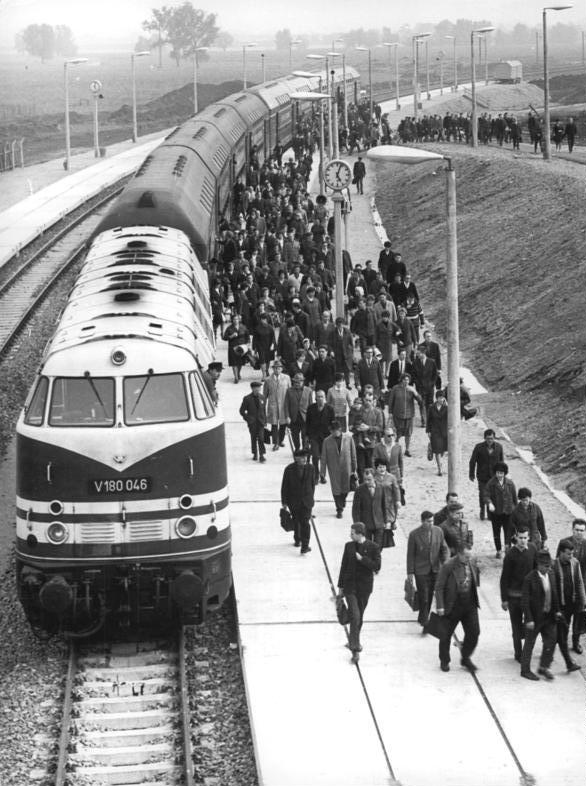
Un des premiers trains pour les ouvriers des usines chimiques dans la gare provisoire de Halle-Neustadt (aujour d'hui Zscherbener Straße) en 1967

Remplaceant la ligne entre Bad Lauchstädt et Angersdorf, la ligne est construite entre 1966 et 1967 comme liaison rapide entre Halle-Neustadt et les usines chimiques de Schkopau et Leuna. Elle est ouverte le 24 avril 1967. L'exploitation électrique commence l'11 décembre 1970.
Après le changement social et politique en 1989 et en conséquence de la fermeture des installations industrielles obsolètes le nombre des passagers decline rapidement. Les derniers trains passagers circulent le 7 décembre 1997, la demande des trains est annulée le 9 décembre 1997. Depuis lors, des trains passagers ne circulent qu'entre Halle-Nietleben et Halle Zscherbener Straße (de et vers Halle (Saale) Hbf) et (jusq'à 2014) entre Mersebourg et Buna Werke (de et vers Schafstädt). La section entre Holleben et Halle Zscherbener Straße est utilisée infréquemment par des trains marchandises jusqu'à 2010 et est desaffectée depuis le 31 août 2011. La courbe de raccordement de Holleben à Angersdorf, qui suit l'ancien tracé de la ligne vers Bad Lauchstädt, est en cours de reconstruction en 2021.

## Trafic
Depuis son inauguration, les trains de passagers sur la ligne sont exploités avec des voitures à deux niveaux. Les trains comprenaient jusqu'à 12 voitures avec une capacité totale de 1200 sièges. Ils circulaient entre Weißenfels et Halle-Nietleben via Großkorbetha, Leuna-Werke, Merseburg, Buna-Werke et Halle-Neustadt. En raison du déclin du nombre de passagers, le nombre des trains et de leurs voitures est réduit progressivement depuis le début des années 1990. Les derniers trains ne comprenaient qu’une locomotive électrique de la classe 143 et d'une voiture de commande à deux niveaux. En 2010 il n’y avait que six paires de trains qui ne circulaient qu'aux heures de pointe, du lundi au vendredi, le matin et l'après-midi.
Les gares de Halle-Nietleben, Halle-Neustadt et Halle Zscherbener Straße sont toujours desservies par les trains du S-Bahn d'Allemagne centrale. La section entre Mersebourg et Buna Werke reste importante pour le trafic marchandises de l’usine de Dow Chemical.